# Oh Land
Нанна Эланд Фабрисиус (Nanna Øland Fabricius; род. 2 мая 1985, Копенгаген, Дания), более известная под сценическим именем Oh Land, — датская певица и продюсер.

## Биография
Родилась в Копенгагене в семье органиста Бентта Фабрициуса-Бьерре и оперной певицы Бодиль Эланд. Она является праправнучкой миссионера и этнографа Отто Фабрициуса. Была ученицей в Датском и Шведском королевских балетах. Травма позвоночника положила конец её танцевальной карьере, и Нанна занялась музыкой. В январе 2010 года переехала в Нью-Йорк. В 2016 году Oh Land вернулась в Данию.
В 2013 году вышла замуж за художника и дизайнера Эске Ката. В 2017 году пара развелась.

## Карьера
Дебютный альбом Oh Land Fauna был выпущен в родной Дании 10 ноября 2008 года на независимом лейбле Fake Diamond Records. Во время записи второго эпонимического альбома сотрудничала с продюсерами Дэном Кэри, Дэйвом Мак-Кракеном, Лестером Мендесом и Алексис Смит. Пластинка вышла 14 марта 2011 года и заняла пятое место в датском хит-параде. Была издана в США 15 марта 2011 года на Epic Records и заняла 184-ю строчку в чарте Billboard 200. В марте того же года Нанна выступала на разогреве у Orchestral Manoeuvres in the Dark в их турне по Северной Америке, а в июле и августе — у Сиэ и Кэти Перри. Песня «Speak Out Now» также была использована в качестве начальной заставки в датском сериале «Рита».

## Дискография
Студийные альбомы
- Fauna (2008)
- Oh Land (2011)
- Wish Bone (2013)
- Earth Sick (2014)
- Family Tree (2019)

Синглы
- «Heavy Eyes» (2008)
- «Sun of a Gun» (2010)
- «Rainbow» (2011)
- «White Nights» (2011)
- «Speak Out Now» (2011)
- «Renaissance Girls» (2013)
- «Pyromaniac» (2013)
- «Head Up High» (2014)